# دايملر موتورين جيزيلشافت

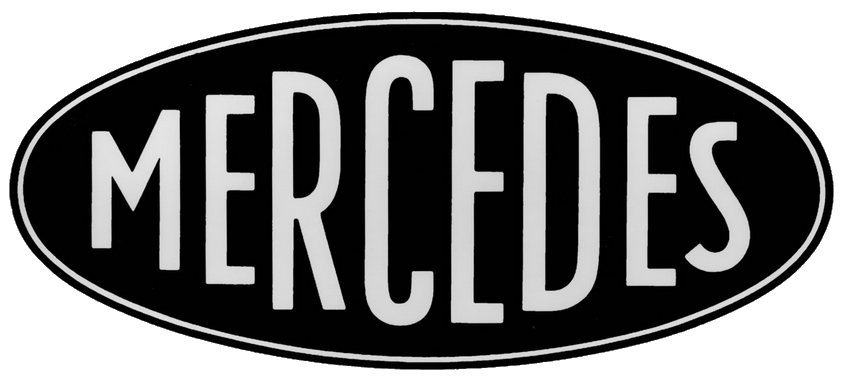
الشعار الذي استخدمه شركة محركات دايملر منذ عام 1901

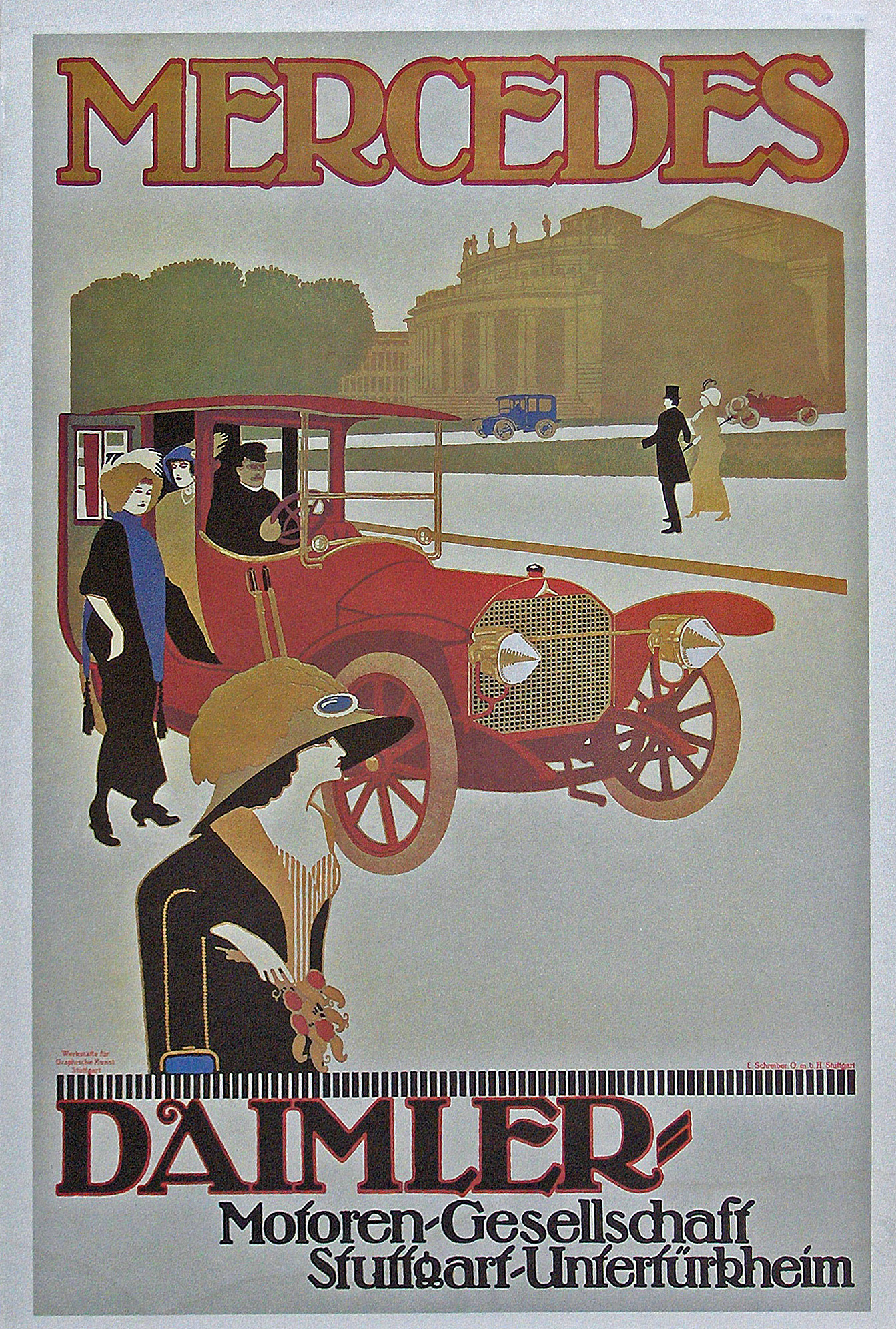
شركة محركات دايملر
ملصق لسيارة مرسيدس فايتون (1908)

شركة محركات دايملر (بالألمانية: Daimler Motoren Gesellschaft) تُختصر (DMG) هي شركة هندسية ألمانية تحولت لاحقاً لصانعة السيارات، كانت الشركة نشطة من عام 1890 حتى عام 1926. تأسست على يد غوتليب دايملر وفيلهلم مايباخ، وتم تأسيسها أولاً في مدينةكانشتادت (اليوم باد كانشتادت في شتوتغارت). توفي دايملر في عام 1900، لتنتقل أعمال الشركة في عام 1903 إلى شتوتغارت-أونترتوركهايم بعد تدمير المصنع الأصلي بالنيران، وانتقلت مرة أخرى إلى برلين في عام 1922. وكانت هناك مصانع أخرى في مارينفيلده (بالقرب من برلين) وزيندلفينغن (بجوار شتوتغارت).
بدأت المؤسسة في إنتاج محركات البنزين لكن بعد نجاح عدد صغير من سيارات السباق المصممة بموجب عقد من شركة فيلهلم مايباخ لصالح إميل يلينك، بدأت في إنتاج طراز مرسيدس لعام 1902. بعدها توسع إنتاج هذه السيارات ليصبح المنتج الرئيسي لـشركة محركات دايملر وبنت منها عدة نماذج.
بسبب الأزمة الاقتصادية الألمانية بعد الحرب العالمية الأولى اندمجت شركة محركات دايملر في عام 1926 مع شركة بنز وشركاؤه (بالألمانية: Benz & Cie) لتحمل اسم دايملر بنز واعتمدت مرسيدس بنز كعلامة تجارية للسيارات الخاصة بها. حدث اندماج إضافي في عام 1998 مع كرايسلر لتصير دايملر كرايسلر (DaimlerChrysler). في النهاية تم تغيير الاسم إلى دايملر أيه جي (Daimler AG) في عام 2007 عندما تم بيع كرايسلر.